# Pierre Tairraz
Pierre Tairraz (né le 19 novembre 1933 à Chamonix et mort le 14 septembre 2000 à Divajeu) est un photographe de montagne français, le quatrième de la famille Tairraz.

## Biographie
Pierre Tairraz naît en 1933 ; son père Georges II, son grand-père Georges I et son arrière-grand-père Joseph exercent ou ont exercé le métier de photographe de montagne, son père est également cinéaste. Il étudie à Paris la photographie et le cinéma (à l’Idhec) avant de retourner se former sur le terrain avec son père.
Pierre Tairraz rejoint ensuite comme cinéaste des expéditions dans plusieurs massifs montagneux. Il travaille notamment avec Roger Frison-Roche, illustrant les ouvrages Mont Blanc aux sept vallées et 50 ans en montagne, et l’accompagnant dans le Nord canadien en 1966 et 1969 ; ainsi qu’avec Gaston Rébuffat. Il expose en 1972 ses photos ainsi que celles de ses ascendants à Paris.

## Œuvres

### Illustrations
- 1959 : Mont Blanc aux sept vallées, textes de Roger Frison-Roche, éditions Arthaud
- 1963 : Deux mille ans après, Israël, textes de Pierre-François Degeorges
- 1966 : Bonjour la Roumanie, textes de Pierre-François Degeorges, éditions Robert Laffont[10]
- 1967 : Peuples chasseurs de l’Arctique, textes de Roger Frison-Roche, éditions Arthaud
- 1968 : Chamonix Mont-Blanc, textes de Philippe Gaussot, éditions Navarre-La Rochelle
- 1971 : Le Petit chamois des Perrons, textes de Anne-Marie Gillet, éditions Mythra
- 1972 : La Vanoise, Parc National, textes de Roger Frison-Roche, éditions Arthaud
- 1974 : 50 ans en montagne, textes de Roger Frison-Roche, éditions Arthaud
- 1975 : La Montagne, textes de Roger Frison-Roche, éditions Larousse, Vie-Art-Cité, Mythra
- 1997 : Voyage au Cœur du Mont Blanc, Pierre Tairraz et Mario Colonel, éditions Frank Mercier.

### Films
- 1954 : Sur les traces du premier de cordée, réalisé par Roger Frison-Roche, en tant qu’assistant-caméraman de son père Georges Tairraz
- 1961 : Entre Terre et Ciel, réalisé par Gaston Rébuffat, images de Georges Tairraz et Pierre Tairraz, primé au 10e festival international du film de montagne et d'exploration de Trente[8]
- 1963 : 2000 ans après… Israël, film tiré de l’expédition avec Pierre-François Degeorges
- 1966 : Peuples chasseurs de l’Arctique, film tiré de l’expédition avec Roger Frison-Roche en 1966